# Bárbara Franco
Pour les articles homonymes, voir Franco (homonymie).
Bárbara Andrea Franco Solana Borges, née le 4 avril 1974 à Madrid, est une nageuse espagnole. Elle est la sœur de la nageuse espagnole  Claudia Franco et la femme du nageur brésilien Gustavo Borges.

## Carrière
Elle remporte aux Jeux méditerranéens de 1991 à Athènes la médaille d'argent sur 100 mètres papillon et en relais 4 x 100 mètres quatre nages ainsi que la médaille de bronze sur 200 mètres papillon.
Aux Jeux olympiques d'été de 1992 à Barcelone, elle est éliminée en séries du 100 mètres papillon.
Elle est médaillée de bronze du 200 mètres papillon aux Championnats d'Europe de natation 1993 à Sheffield. 
Aux Jeux olympiques d'été de 1996 à Atlanta, elle termine huitième de la finale B du 200 mètres papillon.
Elle est sacrée championne d'Europe en petit bassin du 200 mètres papillon en 1996 à Rostock.